# Himlen är oskyldigt blå (film)
Himlen är oskyldigt blå är en svensk långfilm från 2010 av Hannes Holm.
Filmen är baserad på den sanna berättelsen om sprängningen av Sandhamnsligan 1975 som räknas till ett av de mest uppmärksammade narkotikatillslagen i svensk kriminalhistoria. Arkivinslag från Dagens eko och SVT:s Aktuellt förekommer i framför allt slutet av filmen.
Filmen hade premiär 15 oktober 2010.

## Handling
17-årige Martin avslutar sitt andra år på gymnasiet och går på sommarlov. Han våndas över att behöva tillbringa sommaren i stan tillsammans med sin gravt alkoholiserade far och sin nedtryckta mor. När hans bästa vän Micke på inrådan av sina välbärgade föräldrar lockar med Martin till skärgården och Sandhamn åker han dit. För Martin blir mötet med idyllen en enkelresa in i en oförberedd kriminalitet, vilket han inser först när det är för sent.

## Rollista
- Bill Skarsgård – Martin Håkanson
- Peter Dalle –  Gösta
- Josefin Ljungman – Jenny
- Amanda Ooms – Siv Håkansson
- Björn Kjellman – Nils Håkansson
- Adam Pålsson – Micke
- Rasmus Troedsson – Ulf
- Annika Olsson – Ann-Britt
- Erik Johansson – Jonte
- Stig Engström – hovmästaren Fritz
- Elin Klinga – Marketta
- Peter Engman – Kenta
- Gustave Lund – Nalle
- Leif Andrée – Stig
- Felix Engström – Emil Kåberg
- Tommy Andersson – Rune
- Sten Johan Hedman – advokat
- Therese Andersson – Lisa
- Rico Rönnbäck – snobb
- Yohanna Idha – strippa

## Soundtrack
- Ola and the Janglers – "Love Was on Your Mind"
- Ted Gärdestad – "Himlen är oskyldigt blå"
- Pugh Rogefeldt – "Hog Farm"
- Svenne & Lotta – "Bang en boomerang"
- Malta – "Sommaren som aldrig säger nej"
- Ted Gärdestad – "Oh, vilken härlig da'"
- John Holm – "Maria, många mil och år från här"
- Evert Taube – "Brudvals"
- Moto Boy – "Young Love"

## Mottagande
- Aftonbladet [2]
- Arbetarbladet [3]
- Dagens Nyheter [4]
- Hallands Nyheter [5]
- Västerbottens Folkblad [6]

Himlen är oskyldigt blå sågs 2010 av 208 051 svenska biobesökare och blev den femte mest sedda svenska filmen det året och sågs totalt av 230 127 svenska biobesökare.